# 요도가와역
요도가와역(일본어: 淀川駅, よどがわえき)은 일본 오사카부 오사카시 후쿠시마구에 있는 한신 전기철도의 역이다. 역 번호는 HS 04이다. 소재지는 요도가와 남안으로 요도가와 구는 아니다.

## 역 구조
상대식 승강장 2면 2선의 고가역이다. 분기기, 절대 신호가 없어 정류장으로 분류된다. 개찰구와 대합실은 1층, 승강장은 2층에 있다. 개찰구는 1개소만 있다. 대합실은 고가화되기 전에 놓였던 요도가와 교량의 일부가 장식되어 있다. 승강장은 약간 굽어 있어 고베 방면 승강장은 전동차와 틈이 넓은 부분이 있다.
하행 열차는 당역 발차 또는 통과 후 바로 요도가와 교량을 건너기 때문에 하행 승강장의 고베 방향의 끝부분은 철도 사진 촬영 명소이기도 하다.

### 승강장
| 승강장 | 노선   | 방향 | 행선                                             |
| ------ | ------ | ---- | ------------------------------------------------ |
| 1      | ■ 본선 | 상행 | 노다・우메다 방면                                |
| 2      | ■ 본선 | 하행 | 아마가사키・고베 (산노미야)・아카시・히메지 방면 |

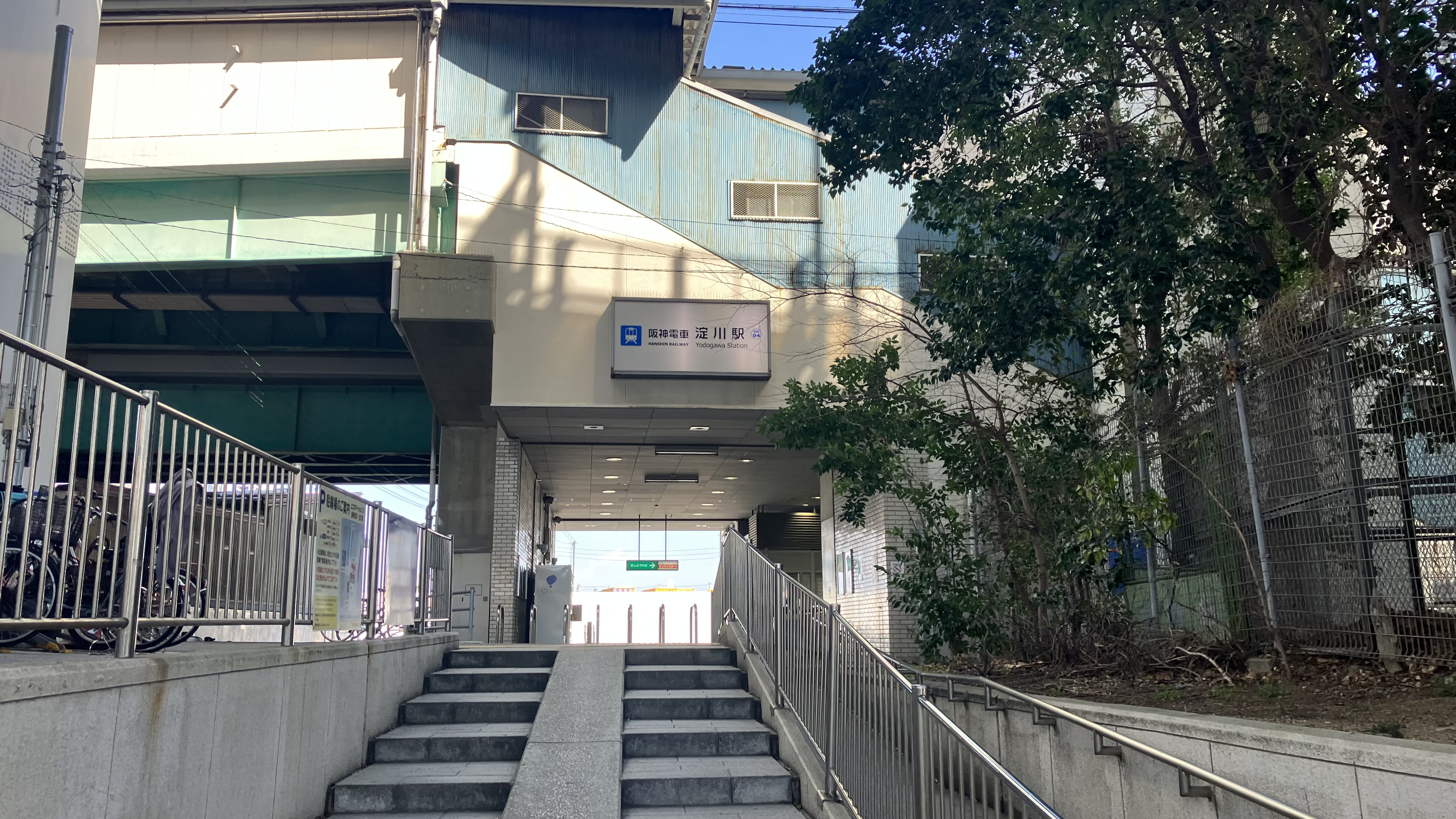
서쪽 출입구
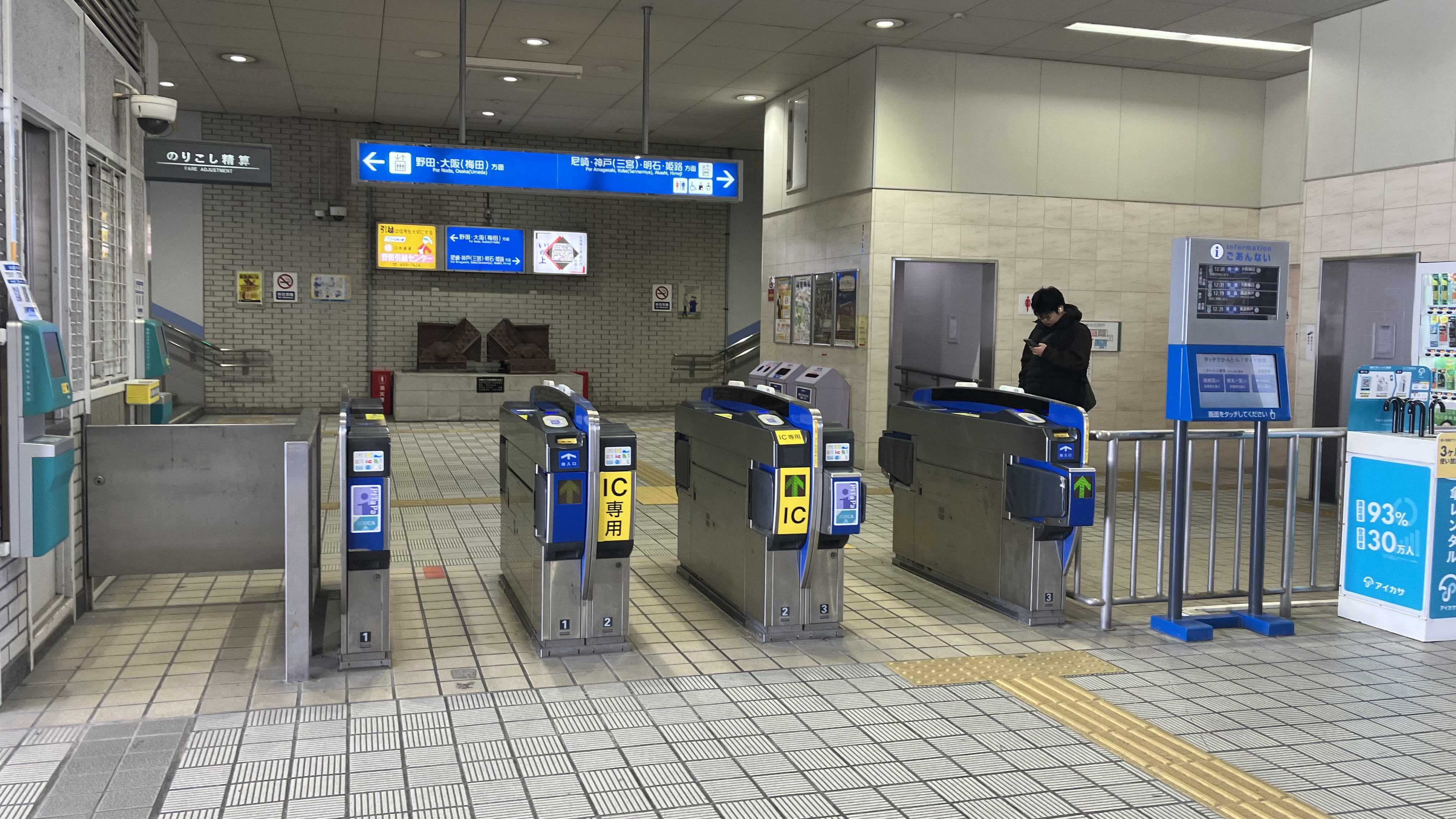
개찰구

## 역 주변
역 부근에는 공장이 많이 입지하고 있다. 북쪽에는 요도가와 강이 흐르고 서쪽에는 에비에 하수 처리장과 오사카 시 하수도 과학관이, 남쪽에는 홈 센터 코난 후쿠시마오히라키점이 개점하였다.
- 다카미 뉴타운(고노하나구) - 도시 재생 기구의 주택 단지. 본 역에서 서쪽으로 도보 5 ~ 10분의 권내에 있어, 자택 근처역으로 이용하는 통근자들도 많다.
- 오사카 시 하수도 과학관
- 에비에 하수 처리장
- 파크 시티 만남의 거리
- AEON 다카미점
- 게오 후쿠시마점
- 코난 후쿠시마오히라키점

## 역사
- 1905년 4월 12일: 한신 본선의 개통과 동시에 영업 개시.
- 2008년 3월: 대합실과 승강장 중앙을 잇는 엘리베이터가 설치됨.
- 2014년 4월 1일: 역 번호 도입.

## 인접역
| 한신 전기철도 ■ 본선   | 한신 전기철도 ■ 본선 | 한신 전기철도 ■ 본선         |
| ---------------------- | -------------------- | ---------------------------- |
| HS 03 노다 우메다 방면 | ■ 보통               | 히메지마 HS 05 신카이치 방면 |